# Hommage au capitaine Dreyfus
Pour les articles homonymes, voir Hommage.
Hommage au capitaine Dreyfus est une statue honorant Alfred Dreyfus, réalisée en 1985 par l'artiste français Louis Mitelberg dit Tim. Située sur la place Pierre-Lafue, dans le 6e arrondissement de Paris, elle est arrivée à cet emplacement après « une longue errance incertaine à travers Paris, qui dura près de dix ans ».

## Description
La statue représente Alfred Dreyfus, en pied, tenant son sabre brisé devant le visage. C'est un bronze de 3,50 × 1 × 0,80 m qui a été fondu par l'atelier Clementi à Meudon.
Un cartel situé sur le socle mentionne le nom de l'œuvre et de l'artiste, le nom et la date de la commande publique, et le message « Si tu veux que je vive, fais moi rendre mon honneur » (extrait d'une lettre de Dreyfus à son épouse Lucie Dreyfus lorsqu'il était détenu sur l'île du Diable).

## Historique
Cette statue s'inscrit dans une série de monuments en hommage à des grands hommes, voulue à partir de 1984 par le président de la République, François Mitterrand, avec des monuments tels que L'Homme aux semelles devant d'Ipoustéguy ou l'Hommage à Georges Pompidou par Louis Derbré. Commande publique du ministère de la Culture et de la Francophonie en 1985, Tim propose d'installer la statue dans la cour de l'École militaire, à l'endroit où fut dégradé Dreyfus en 1895. Le ministre de la Culture de l'époque, Jack Lang donne son accord, mais le ministre de la Défense, Charles Hernu, est contre, arguant que la cour n'est pas accessible au public. À la place, il propose les jardins de la montagne Sainte-Geneviève, qui abritent les locaux de l'École polytechnique et où Dreyfus a étudié. Le président Mitterrand lui-même est hostile à l'idée d'installer la statue à l'École militaire, estimant qu'« il faut donner aux militaires un exemple, pas un remords ».
Un autre emplacement est proposé sur la place Dauphine, en face du palais de justice où siège la Cour de cassation, qui a réhabilité Dreyfus en 1906, mais cette proposition est également rejetée.
La polémique, qui amène Renée Bernard dans L'Express du 9 – 15 août 1985 à s'interroger sur « Une nouvelle affaire Dreyfus ? », atteint la presse anglo-saxonne (The New York Times, 13 août 1985, International Herald Tribune, 17 – 18 août 1985, Los Angeles Times, 30 octobre 1986, Newsweek, The Wall Street Journal, Der Spiegel).
Ces tribulations conduisent Norman Kleeblatt (en), en 1987, à comparer la statue de Tim au tableau Le Juif errant (he) de Samuel Hirszenberg (en), qui a connu un sort similaire à l'Exposition universelle de 1900.
Il faudra attendre le 9 juin 1988 pour voir l'inauguration de la statue au jardin des Tuileries, près de la terrasse dite du « bord de l'eau ».
L'œuvre est transférée le 16 octobre 1994 à la place Pierre-Lafue, à l'angle de la rue Notre-Dame-des-Champs et du boulevard Raspail, à l'initiative de Jacques Chirac, le maire de Paris de l'époque, pour le centenaire de l'arrestation de Dreyfus.
En février 2002, la statue est l'objet d'un vandalisme antisémite, maculée de peinture jaune avec l'insulte « sale traître », et une étoile de David peinte sur le socle. Le maire de Paris de l'époque, Bertrand Delanoë, dépose une gerbe sur le monument le 8 février suivant.
En 2006, à l'occasion du centenaire de la réhabilitation de Dreyfus, Jack Lang et Bertrand Delanoë expriment leur souhait de voir la statue transférée dans la cour de l'École militaire, mais les militaires, notamment le général Henri Bentégeat, alors chef d'état-major des armées, continuent de s'y opposer.
Le 5 février 2025, 130 ans après la dégradation militaire du capitaine Dreyfus, le journal Le Monde publie une tribune rédigée par l'avocat pénaliste David Curiel, qui soutient que la statue devrait être transférée sur la place de Fontenoy, située derrière l'École militaire, afin qu'elle ne demeure pas dans l'oubli.

Œuvres ayant connu un sort similaire
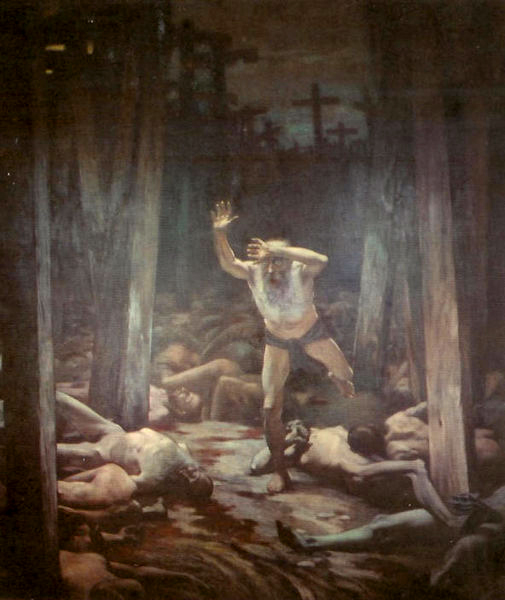
Le Juif errant (he) par Samuel Hirszenberg (en) (1899)[11].
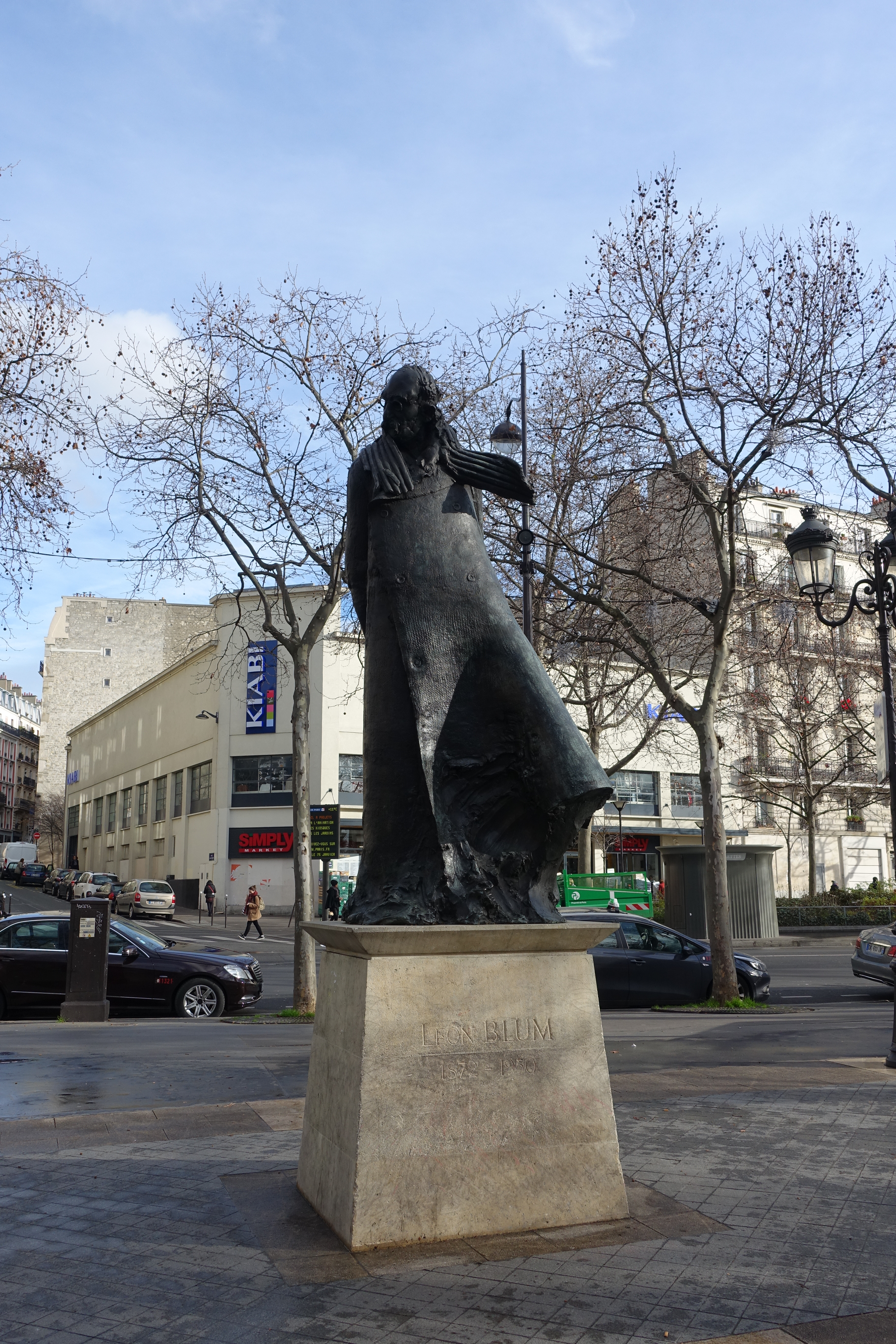
Statue de Léon Blum par Philippe Garel (1985), place Léon-Blum à Paris[19].

## Copies
Une copie en résine de la statue de 3,95 × 1,16 × 0,92 m a été réalisée en 2003 et figure dans la cour du musée d'Art et d'Histoire du judaïsme.
Une autre a été inaugurée à Tel Aviv-Jaffa le 27 novembre 2018,, non loin de l'Institut français.

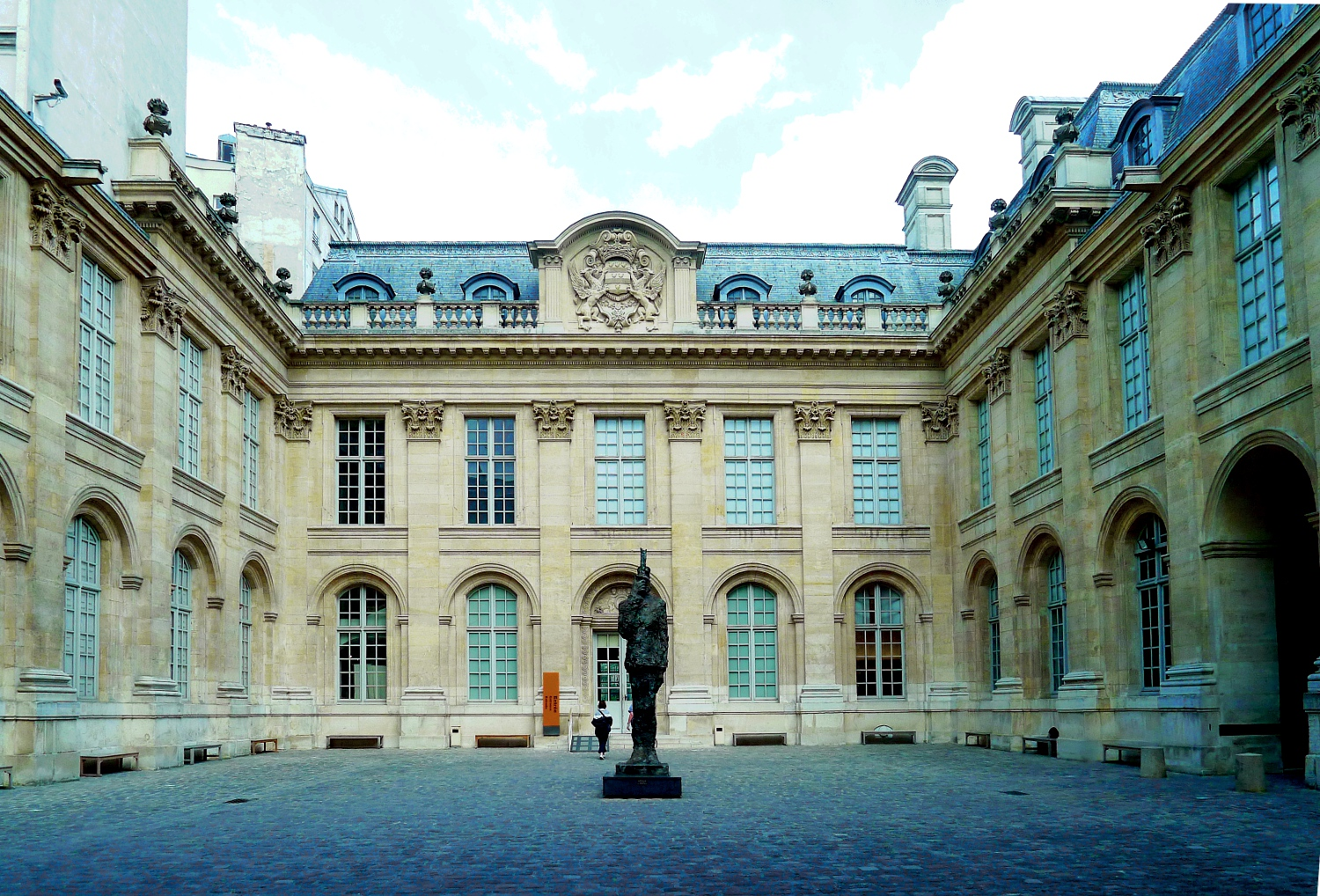
Copie au musée d'Art et d'Histoire du judaïsme.
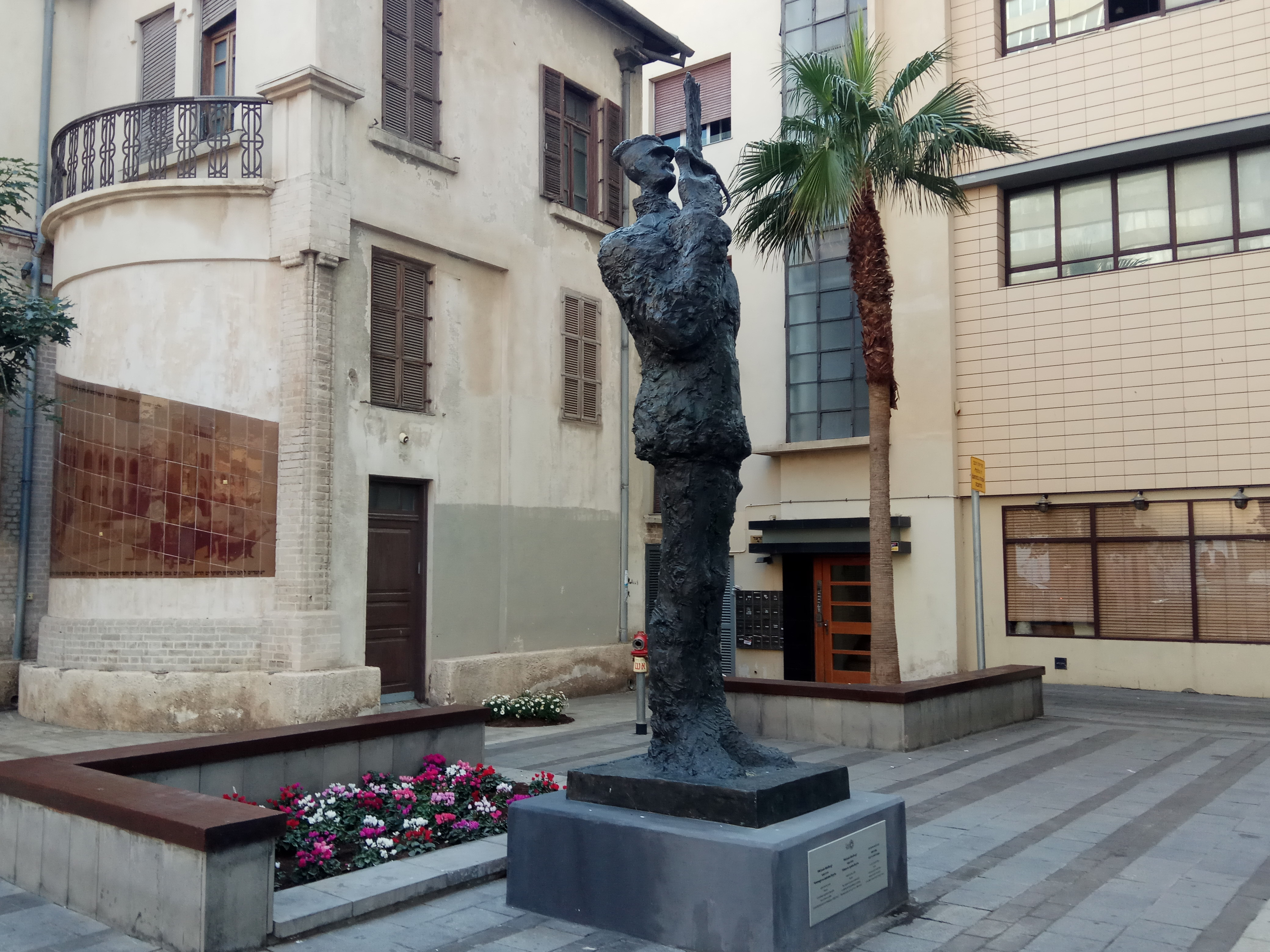
Copie à Tel Aviv-Jaffa.

## Réception
La statue est mal reçue par la critique. On accuse Tim, dont le domaine de prédilection est le dessin de presse, et non la sculpture, d'avoir réalisé ici une caricature, à la fois en raison des proportions de l'œuvre, et de sa texture rappelant Giacometti ; on lui reproche aussi le motif du sabre brisé, fixant Dreyfus dans sa disgrâce plutôt que dans le combat pour la justice,.

## Artiste
Tim (1919-2002) est un artiste français.

### Témoignages
- Claude Mollard, chap. 36 « Blum et Dreyfus dans le « Carré des refusés » (1985-1988) », dans La culture est un combat : les années Lang-Mitterrand, 1981-2002, cinquante histoires édifiantes, Paris, Presses universitaires de France, 2015, 465 p. (ISBN 978-2-13-065440-7), p. 309–314 [lire sur Cairn.info] [lire sur Google Livres].
- Tim (interviewé) et Peter Ronge (intervieweur), « Entretien à propos de Hommage au capitaine Dreyfus », Ridiculosa, no 1 « L'Affaire Dreyfus dans la caricature internationale »,‎ 1994, p. 12–24.